# Шёпп, Цзе
Ши Цзе (кит. упр. 施婕, пиньинь Shī Jié; род. 25 января 1968), в замужестве взявшая фамилию Шёпп (нем. Schöpp) — немецкая спортсменка китайского происхождения, игрок в настольный теннис, призёрка чемпионатов мира и Европы.

## Биография
Родилась в 1968 году в Баодине (КНР). В 1989 году эмигрировала в Германию, в 1990 году вышла замуж за Карла Шёппа.
На чемпионате Европы 1994 году завоевала бронзовую медаль в личном первенстве, и стала обладательницей серебряной медали в составе команды. В 1996 году опять завоевала бронзовую медаль чемпионата Европы в личном первенстве, а также стала обладательницей золотой медали в составе команды, но на Олимпийских играх в Атланте не смогла завоевать наград. В 1997 году стала обладательницей бронзовой медали чемпионата мира в составе команды. На чемпионате Европы 1998 года стала обладательницей золотой медали в составе команды. В 2000 году на чемпионате Европы стала обладательницей бронзовой медали в личном первенстве, бронзовой медали в смешанном разряде и серебряной медали в составе команды, но на Олимпийских играх в Сиднее вновь не завоевала наград. Не смогла она завоевать олимпийских наград и в 2004 году на Олимпийских играх в Афинах.